# Huguette Dreyfus

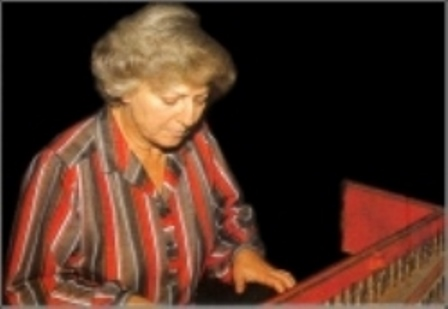
Huguette Dreyfus (undatiert)

Huguette Dreyfus (* 30. November 1928 in Mülhausen im Elsass; † 16. Mai 2016 in Paris) war eine französische Cembalistin.

## Leben
Huguette Dreyfus erhielt bereits als Fünfjährige ersten Klavierunterricht. Bei Beginn des Zweiten Weltkriegs wurden jüdische Familien aus dem Elsass evakuiert, und Familie Dreyfus gelangte in den unbesetzten Teil Frankreichs. Mit elf Jahren nahm Huguette ein Studium am Konservatorium von Clermont-Ferrand auf und schloss dort fünf Jahre später bei Lazare Lévy das Fach Klavier mit Auszeichnung ab. Sie wechselte an die École Normale de Musique de Paris und beendete das Studium mit dem Diplom. Am dortigen Konservatorium entflammte ihre starke Affinität für Cembalokompositionen. Über die Accademia Musicale Chigiana in Siena führte sie ihre musikalische Karriere im Jahre 1963 zusammen mit dem Kammerorchester Paul Kuentz in die USA, wo das Ensemble große Erfolge feiern konnte. Sie wirkte als Lehrerin, Dozentin und Musikwissenschaftlerin. 1967 wurde sie Professorin an der Pariser Schola Cantorum und unterrichtete ebenfalls an der Sorbonne.
Huguette Dreyfus war als Cembalistin weithin bekannt. Ihr bevorzugtes Instrument war ein Cembalo des aus Deutschland stammenden und in Paris tätigen Jean-Henri Hemsch. Sie erhielt zahlreiche Auszeichnungen und Preise für ihre Musikaufnahmen. Sie war über lange Jahre die Begleiterin des Violinisten Eduard Melkus, mit dem sie zahlreiche kammermusikalische Einspielungen machte.
2018 wurde das neu eröffnete Konservatorium ihrer Heimatstadt in „Conservatoire Huguette Dreyfuss“ benannt.